# Legend – Fallender Himmel
Legend – Fallender Himmel (englischer Originaltitel: Legend) ist ein dystopischer Jugendroman von Marie Lu aus dem Jahr 2011. Die deutsche Übersetzung von Sandra Knuffinke und Jessika Komina erschien am 10. September 2012 im Loewe Verlag. Es ist das erste Buch einer Trilogie; es folgten Legend – Schwelender Sturm (englischer Originaltitel: Prodigy) und Legend – Berstende Sterne (englischer Originaltitel: Champion).

## Handlung
Day, der 15-jährige meistgesuchte Verbrecher der Republik, bricht ins Los Angeles Central Hospital ein, in der Hoffnung, ein Heilmittel für die Seuche zu finden, die seine Familie bedroht. Bei der Flucht aus dem Krankenhaus verliert er den Anhänger seines Vaters und verwundet Metias Iparis.
June, ein 15-jähriges Wunderkind, wird auserwählt, um Day zu finden und zu fangen, da dieser des Mordes an Metias Iparis (Junes älterem Bruder) beschuldigt wird. Verkleidet als ein Mädchen aus den Slums macht sie Jagd auf Day und findet seinen verlorenen Anhänger. Nachdem sie in einem Skiz-Kampf verletzt worden war, wird sie von Day und seiner jüngeren Komplizin Tess aufgenommen und versorgt. Day und June verlieben sich ineinander, aber halten ihre wahre Identität vor dem anderen geheim. June schlussfolgert durch mehrere Hinweise auf Days wahre Identität. Da sie ihn für den Mörder ihres Bruders hält, übergibt sie ihn den Behörden. Am nächsten Morgen wird Day aus seinem Versteck gelockt, als das Militär seine Familie gefangen nimmt. Thomas, ein Freund von Metias und June, erschießt auf Befehl hin Days Mutter. Day versucht, Rache zu nehmen, wird aber von Commander Jameson, Junes Befehlshaberin, ins Bein geschossen und in die Republik gebracht. Er wird von June ausgefragt und die beiden verstehen einander immer besser. Day beharrt darauf, Metias nicht ermordet zu haben. June stellt daraufhin weitere Nachforschungen an und kommt zu dem Entschluss, dass Day recht hat und Thomas der vermutliche Mörder ist. Des Weiteren findet sie eine Reihe von verschlüsselten Nachrichten von ihrem Bruder, der einer Verschwörung auf die Schliche gekommen war und wusste, dass er sein Leben riskierte. Er fand heraus, dass die Seuche von der Republik erschaffen wurde, um Menschen mit schwachen Genen zu töten. Es stellt sich dann heraus, dass Thomas tatsächlich Metias getötet hat. 
June sucht Kaede auf, das Mädchen, das June in dem Skiz-Kampf verletzt hat. Sie ist eine der Patrioten; eine Rebellin, die gegen die Republik arbeitet. June findet heraus, dass Tess bei den Rebellen Unterschlupf gesucht hat, nachdem Day in die Republik gebracht wurde. June verhandelt mit den Patrioten, um Day am Morgen seiner Hinrichtung zu retten. Der Plan geht nicht ganz auf, da Commander Jameson die Hinrichtung vorzieht und Days älterer Bruder, John, opfert sich selbst, damit June und Day entkommen können. Drei Tage später planen die beiden, nach Las Vegas zu gehen, wo die Patrioten sich aufhalten, damit sie nach Tess sehen können, bevor sie sich auf die Suche nach Days kleinen Bruder, Eden, machen. Day erklärt June, warum er seinen Spitznamen gewählt hat; weil jeden Tag alles passieren kann und dass alles möglich sein kann.

## Hintergrund
Lu sagte, sie wurde von dem Film Les Misérables inspiriert und wollte den Konflikt zwischen Valjean und Javert in einer Jugendversion wiedergeben.

## Rezensionen
Susan Carpenter beschrieb das Buch in der Los Angeles Times als „ein spannendes und aufregendes Techtelmechtel für alle Leser mit genug originellen Einzelheiten, damit es nicht klischeehaft wird“. Ridley Pearson von der The New York Times nannte den Roman „[ein] schönes Beispiel für kommerzielle Fiktion mit messerscharfer Handlung, Figurentiefe und emotionalen Bögen.“

## Verfilmung
Die Filmrechte von Legend – Fallender Himmel wurden an CBS Films verkauft und die Produzenten Wyck Godfrey und Mary Bowen, die bereits für die Verfilmung von Twilight – Bis(s) zum Morgengrauen verantwortlich waren, werden den Film produzieren. Jonathan Levine, Regisseur von 50/50 – Freunde fürs (Über)Leben und Warm Bodies, soll bei dem Film Regie führen, während die Newcomer Andrew Barrer und Gabe Ferrari das Drehbuch schreiben.